# Entre Ríos (Argentina)
Entre Rios (Entre Ríos, em castelhano) é a 17ª província da Argentina em extensão e a sexta mais populosa. Está situada ao norte da província de Buenos Aires, sul da província de Corrientes, a leste da província de Santa Fe e a oeste da República Oriental do Uruguai.

## Aspectos geográficos
Conjuntamente com as províncias de Misiones e Corrientes forma a região chamada Mesopotâmia argentina, por localizar-se em meio a dois aos famosos grandes rios: o Paraná e o Uruguai.
Tem um relevo plano, com suaves ondulações, conhecidas como lomadas: Lomada Grande (a leste) e Lomada de Montiel (a oeste).

## Divisão administrativa
A província é dividida em 17 departamentos:

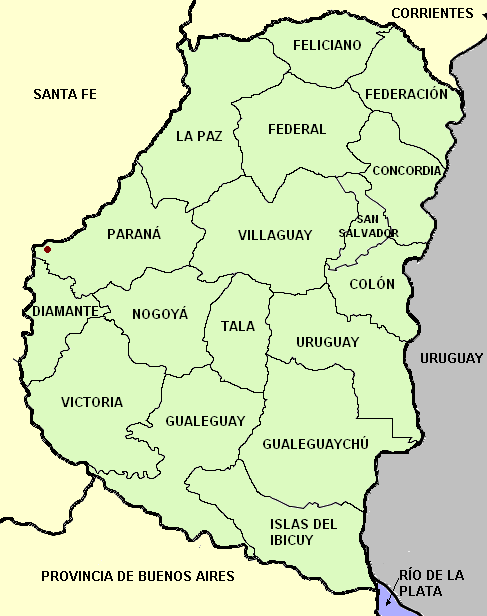
Divisão administrativa da província de Entre Ríos e sua capital

| Departamento          | Capital                | Superfície | População |
| --------------------- | ---------------------- | ---------- | --------- |
| Colón                 | Colón                  | 2 893 km²  | 52 718    |
| Concordia             | Concordia              | 3 357 km²  | 157 291   |
| Diamante              | Diamante               | 2 774 km²  | 44 095    |
| Federación            | Federación             | 3 760 km²  | 60 204    |
| Federal               | Federal                | 5 060 km²  | 25 055    |
| Gualeguay             | Gualeguay              | 7 178 km²  | 48 147    |
| Gualeguaychú          | Gualeguaychú           | 7 086 km²  | 101 350   |
| Islas del Ibicuy      | Villa Paranacito       | 4 500 km²  | 11 498    |
| La Paz                | La Paz                 | 6 500 km²  | 66 158    |
| Nogoyá                | Nogoyá                 | 4 282 km²  | 38 840    |
| Paraná                | Paraná                 | 4 974 km²  | 319 614   |
| San José de Feliciano | San José de Feliciano  | 3 143 km²  | 14 584    |
| San Salvador          | San Salvador           | 1 275 km²  | 16 118    |
| Tala                  | Rosario del Tala       | 2 663 km²  | 25 892    |
| Uruguay               | Concepción del Uruguay | 5 855 km²  | 94 070    |
| Victoria              | Victoria               | 6 822 km²  | 34 097    |
| Villaguay             | Villaguay              | 6 654 km²  | 48 416    |

## Principais cidades
- Paraná (237 968 habitantes)
- Concordia (141 971 habitantes)
- Gualeguaychú (76 220 habitantes)
- Concepción del Uruguay (67 474 habitantes)
- Gualeguay (39 035 habitantes)
- Villaguay (32 027 habitantes)
- Feliciano (??? habitantes)